# Außervillgraten
Außervillgraten je obec v Rakousku ve spolkové zemi Tyrolsko v okrese Lienz.
Žije zde 804 obyvatel (1. 1. 2011).